# Ulrich Duchrow

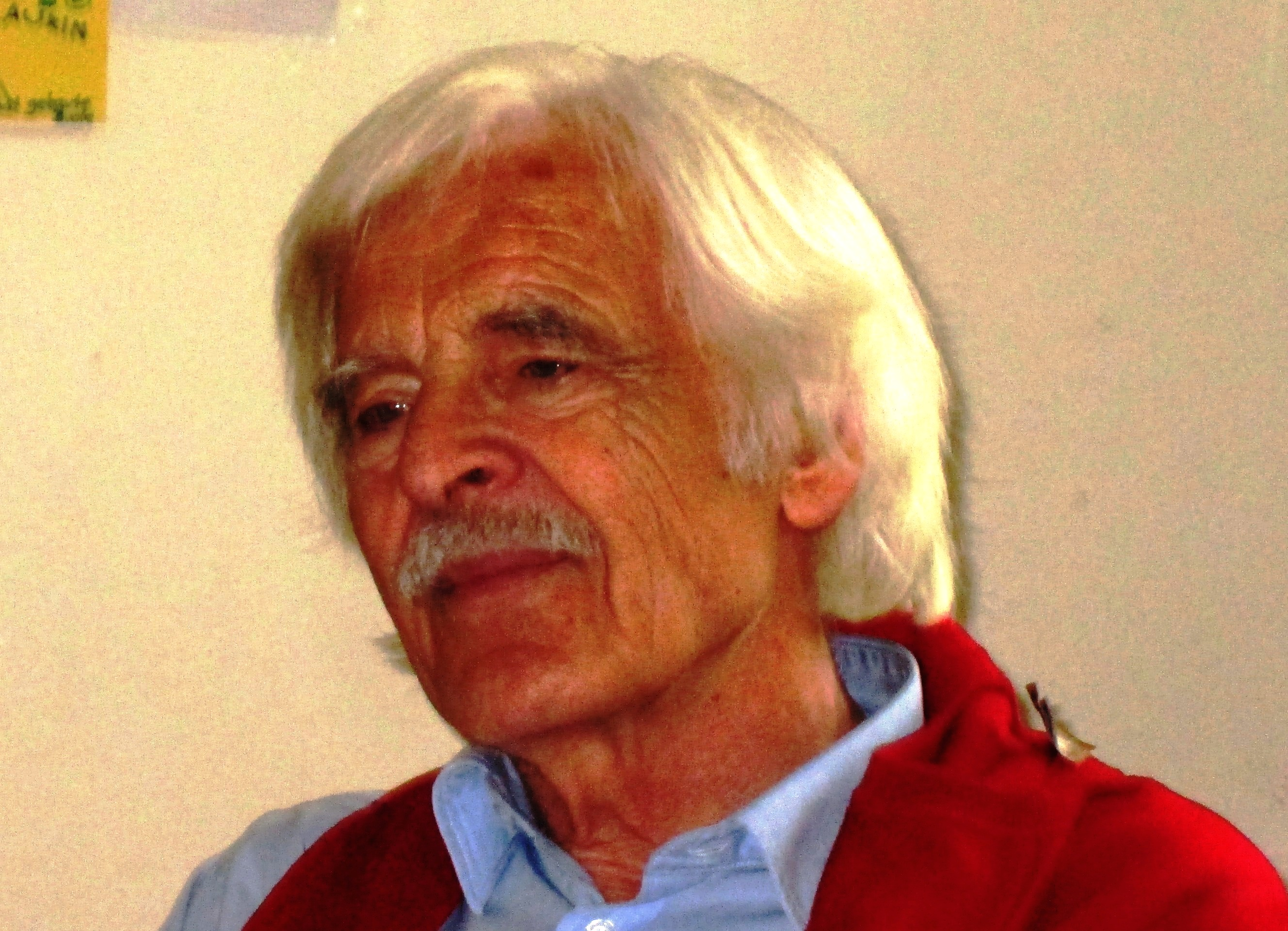
Ulrich Duchrow (2013)

Ulrich Duchrow (* 13. Juni 1935 in Hannover) ist ein evangelischer Theologe und Sozialethiker, der sich seit 1968 in der Ökumenischen Bewegung für einen bekennenden, biblisch begründeten Antikapitalismus engagiert. 1989 gründete er dazu das Netzwerk Kairos Europa mit. Er ist emeritierter, aber aktiver außerplanmäßiger Professor an der Ruprecht-Karls-Universität Heidelberg. Duchrow unterstützt die Kampagne Boycott, Divestment and Sanctions (BDS) gegen den Staat Israel.

## Ausbildung und Tätigkeiten
Ulrich Duchrow legte das Abitur 1955 am Gymnasium Martino-Katharineum Braunschweig ab und studierte dann bis 1960 evangelische Theologie und Philosophie in Tübingen, Heidelberg, Zürich und Basel. Von 1960 bis 1963 schrieb er seine Dissertation über „Sprachverständnis und biblisches Hören bei Augustin“, forschte in Paris und Heidelberg und wurde an der Universität Heidelberg promoviert. 1964 legte er das Zweite theologische Examen ab.
1963 heiratete Ulrich Duchrow die Gymnasiallehrerin Ulrike Scharmer. Das Ehepaar Duchrow hat drei Kinder und lebt in Heidelberg. Die jüngste Tochter, die Völkerrechtlerin Julia Duchrow, ist seit 2023 Generalsekretärin der deutschen Sektion von Amnesty International. Von 1964 bis 1970 war er wissenschaftlicher Referent bei der interdisziplinären Forschungsstätte der Evangelischen Studiengemeinschaft (FEST) mit den Schwerpunkten auf theologischer Grundlagenforschung zum interdisziplinären Gespräch mit Philosophie, Physik, Biochemie, Friedensforschung und Marxismus.
1968 habilitierte er sich in den Fächern Systematische Theologie und Sozialethik mit der Arbeit „Christenheit und Weltverantwortung – Traditionsgeschichte und systematische Struktur der Zweireichelehre“. Seit 1968 war er nebenamtlich als Privatdozent an der Theologischen Fakultät der Universität Heidelberg tätig, seit 1984 als außerplanmäßiger Professor. Sein bisher letztes Lehrangebot dort erfolgte im Wintersemester 2021/2022. Die Universität führt ihn aktuell (2023) als außerplanmäßigen emeritierten, aber aktiven Professor der theologischen Fakultät.
Von 1970 bis 1977 war er Direktor der Studienabteilung des Lutherischen Weltbundes (LWB) in Genf und leitete ein interdisziplinäres Team zur kontextbezogenen Studienarbeit mit Mitgliedskirchen des Weltbundes und dem Ökumenischen Rat der Kirchen (ÖRK). Aus dieser Tätigkeit entstand seine Ekklesiologiestudie.
Von 1977 bis 1978 war er Gastprofessor am Ökumenischen Institut Bossey und schrieb dort sein Werk Konflikt um die Ökumene. Von 1979 bis 2000 war er Regionalbeauftragter für Mission und Ökumene der Evangelischen Landeskirche in Baden.
Duchrow gehörte von 1967 bis 1987 zum Präsidium des Deutschen Evangelischen Kirchentages (DEKT) und gab die Zeitschriften Pastoraltheologie und später die Junge Kirche mit heraus. Von 1981 bis 1983 gründete er in Baden das erste Ökumenische Netz für Gerechtigkeit, Frieden und Bewahrung der Schöpfung und in Heidelberg die erste „Werkstatt Ökonomie“ mit.
Von 1983 bis 1986 war er Berater des ÖRK zum Aufbau des „Konziliaren Prozesses gegenseitiger Verpflichtung für Gerechtigkeit, Frieden und Bewahrung der Schöpfung“ und einer der Initiatoren dieses Prozesses bei der VI. Vollversammlung des ÖRK in Vancouver 1983. Von 1985 bis 1986 beauftragte ihn der ÖRK, mit seinen verschiedenen Abteilungen und dem Vatikan einen Rahmenplan für diesen Prozess auszuarbeiten.
Im Zusammenhang damit baute Duchrow das ökumenische Basisnetzwerk Kairos Europa mit auf. Es wurde 1990 von 120 Delegierten verschiedener Gruppen in Monteforte bei Neapel gegründet und setzt sich im Konziliaren Prozess unter anderem für gerechtere Wirtschaftsbeziehungen mit den Ländern des Südens und Gerechtigkeit in Europa ein. Es versteht sich als Teil einer breiten Koalition der Opfer und Verlierer der ökonomischen Globalisierung. Im Jahr 1999 bereiteten Kairos Europa, WEED, Pax Christi und Share gemeinsam die Gründung von Attac Deutschland vor.
Von 1997 bis 2004 gehörte Duchrow zur internationalen Arbeitsgruppe des Reformierten Weltbunds und des ÖRK, die den ökumenischen „Prozess des Erkennens, Lernens und Bekennens (processus confessionis) bezüglich wirtschaftlicher Ungerechtigkeit und Naturzerstörung“ aufbaute und koordinierte. Als solcher war er an den Vollversammlungen des Lutherischen Weltbunds in Winnipeg 2003 und des Reformierten Weltbunds in Accra 2004 beteiligt.
Seit 2008 gehört er dem Wissenschaftlichen Beirat von Attac Deutschland an.

## Gerechte Weltwirtschaftsordnung
Duchrow gilt wegen seines langjährigen Engagements für soziale und wirtschaftliche Gerechtigkeit als „Befreiungstheologe in ökumenischer Perspektive“. Er habe vielfach „für eine auf Gottes Option für die Armen gerichtete Kirche gekämpft“ und dazu beigetragen, dass die weltweite Ökumene „von unten und von den Opfern her solidarisch ist und sich an der Seite der Opfer wehrt“, während der globale Kapitalismus für Menschen und die ganze Schöpfung tödlich sei und „in einer Kultur des Lebens überwunden“ werden müsse, so die Theologen Franz Segbers und Simon Wiesgickl in einer Festschrift zu Duchrows 80. Geburtstag, der sie als Herausgeber als Titel eine Aussage von Papst Franziskus gaben: „Diese Wirtschaft tötet“ (Evangelii gaudium Nr. 53). Duchrow wird als „der renommierteste theologische Kritiker des Kapitalismus in Deutschland“ angesehen; Wiesgickl bezeichnet ihn als „öffentlichen Theologen“, in dessen Schriften und Äußerungen „der kritische Umgang mit Öffentlichkeit, die Frage nach der verantworteten öffentlichen theologischen Rede und das Zusammenspiel von Theologie und Politik eine wichtige Rolle spielen“, als jemand, „der von seinen christlichen Überzeugungen her argumentiert und immer wieder [...] Denkanstöße gibt, wie eine andere Welt aussehen könnte. Ein öffentlicher Theologe [...], der sich nicht mit der Welt zufrieden gibt, wie wir sie heute erleben, sondern, der danach strebt, sie aktiv mitzugestalten und zu verändern“.
In dem Aufsatz „Ein Briefwechsel zwischen Arm und Reich und seine Folgen“ aus dem Jahre 2005 unterzog Duchrow den Neoliberalismus einer kritischen Analyse. Er mahnte an, dass Christen sich ihrer wichtigsten Aufgabe und der Wurzeln christlicher und biblischer Ansprüche besinnen sollten. Das Zentrum seiner Arbeit bildet die Frage, wie die Kirche auf die neoliberale Globalisierung antworten kann.
Zum Reformationstag 2008 veröffentlichte Duchrow mit anderen den Aufruf „Frieden mit dem Kapital? Ein Aufruf wider die Anpassung der Evangelischen Kirche an die Macht der Wirtschaft“.

## Projekt „Die Reformation radikalisieren“
Von 2015 bis zum Reformationsjubiläum 2017 war Duchrow mit einer Gruppe von Theologen am internationalen Projekt „Die Reformation radikalisieren – provoziert von Bibel und Krise“ beteiligt. Die Initiatoren (neben Duchrow Daniel Beros, Martin Hoffmann und Hans Günter Ulrich) wollten damit die Relevanz der Reformation für aktuelle Probleme und Folgen der kapitalistischen Globalisierung erforschen und planten dazu die Herausgabe von zunächst fünf Bänden zu Teilthemen des Projekts. Der ÖRK, die EKD, Brot für die Welt, Evangelisches Missionswerk und die Landeskirchen von Baden, Hannover, Mitteldeutschland und Westfalen finanzierten das Projekt.
Am 7. August 2014 stellten die Autoren 94 Thesen vor, die Luthers Thesenanschlag von 1517 befreiungstheologisch zuspitzten und aktualisierten. Duchrow gehörte zu den 45 Autoren dieser Thesen, die bis Januar 2015 viele weitere Unterstützer fanden. Duchrow verantwortet auch die Webseite des Projekts. In dessen Verlauf fanden drei Konferenzen statt, die letzte im Januar 2017 in Wittenberg. Dort wurde eine „Wittenberger Erklärung 2017“ beschlossen und veröffentlicht. Deren fünf Teile rufen zu „Gerechtigkeit allein“ auf, unter anderem durch „die Überwindung der kapitalistischen Zivilisation“ (I), „Ökologisch sensible Landwirtschaft und Landverteilung“ (II), „Interreligiöse Solidarität für Gerechtigkeit in Palästina/Israel“ (III), „gewaltfreie Aktion“ (IV), „Widerstand und Transformation“ (V).

## Verhältnis zu Israel und Palästina
Als Reaktion auf das Kairos-Palästina-Dokument von 2009 entstand in Deutschland ein „Kairos-Palästina-Solidaritätsnetz“. Duchrow verfasste und veröffentlichte im Oktober 2016 dessen Aufruf, sich der BDS-Kampagne gegen Israel anzuschließen. Der Aufruf behauptete eine „jüdische Kolonisierung“ Palästinas und einen Missbrauch der Holocaust-Erinnerung zur Vertreibung und Unterdrückung der Palästinenser. Die „Wittenberger Erklärung“ vom Januar 2017 sprach sich gegen jeden Antisemitismus aus und rief zugleich alle Kirchen dazu auf, BDS zu unterstützen.
Ein Aufsatz Duchrows über Israel und Palästina, den die Evangelische Verlagsanstalt (EVA) in eine Festschrift aufnahm, erschien 2017 leicht verändert im siebten Teilband zum Projekt „Die Reformation radikalisieren“ nochmals. Darin beschrieb Duchrow Israels Staatsgründung als „kolonialistisches Projekt“, entstanden mit Hilfe des Britischen Imperiums aus westlichen „Bündnissen zwischen Kapitalmacht einerseits und territorialer, militärischer und imperialer Macht andererseits.“ Israel sei „eine der Speerspitzen der gegenwärtigen Phase des globalen imperialistischen kapitalistischen Systems“, das seine Profitgier nur durch ständige Gewalt, Rassismus und Kriege befriedigen könne, und stelle „die kapitalistische Welt in nuce“ dar. Bei Israels Staatsgründung hätten nicht Shoa-Überlebende, sondern zionistische „Kolonisten mit Hilfe einer terroristischen Untergrundarmee und auf den Flügeln kolonialistischer Mächte“ die entscheidende Rolle gespielt.
Im Anschluss an Petra Wild nannte Duchrow Israels Palästinenserpolitik „Apartheid, ethnische Säuberungen und schleichender Genozid“. Mehr noch als das frühere Südafrika verfolge Israel das Ziel, „die Menschen minderen Rechts komplett loszuwerden und die Übrigbleibenden zu gettoisieren“. Israel sei „ein weiteres Extrembeispiel der westlichen kolonialistischen, kapitalistischen, imperialen, wissenschaftlich-technischen, rassistischen, gewalttätigen Eroberungskultur, wie sie sich in den letzten 500 Jahren entfaltet hat.“ Die jüdischen Propheten und die Jesusbewegung hätten im Römischen Reich messianische, sozial- und imperiumskritische Gruppen für eine alternative Lebensweise aufgebaut; dagegen hätten sich große Teile des Judentums und des Christentums „imperialisiert“. Das zionistische Israel tue offensichtlich „exakt das Gegenteil“ der von den Propheten und der Tora geforderten Gerechtigkeit: „Wenn aber das Volk notorisch den Bund der Gerechtigkeit bricht, dann verliert es das Land.“ Er wiederholte seinen BDS-Aufruf an die Kirchen.
Ab Januar 2018 wurde der Aufsatz öffentlich kritisiert. Der Sozialwissenschaftler Hermann Lührs fand darin „antisemitische Stereotype“ nach den Kriterien der empirischen Antisemitismusforschung. Duchrow stelle Israel einseitig als Ursache des Israel-Palästina-Konflikts dar und blende dabei zentrale weitere Umstände aus oder verkenne überhaupt die historischen Zusammenhänge der Staatsgründung Israels. Lührs fragte, wie Duchrows Aufsatz in einem renommierten evangelischen Verlag erscheinen konnte, da kirchliche und theologische Publikationen gruppenbezogene Menschenfeindlichkeit aller Art strikt vermeiden müssten. Der Journalist Alan Posener kritisierte: Duchrow spreche Israel das Existenzrecht ab, indem er nahelege, Israels Juden hätten laut der Prophetie im Tanach „das Recht auf das Land verwirkt“. Israel sei für Duchrow ein kapitalistisches Imperium, das im Dienst christlicher Gerechtigkeit zerschlagen werden müsse. Der Antisemitismusbeauftragte der Bundesregierung Felix Klein lehnte besonders Duchrows Apartheidvergleich ab. Der ganze siebte Band der Schriftenreihe sei „deutlich antisemitisch“. Der Deutsche Koordinierungsrat der Gesellschaften für Christlich-Jüdische Zusammenarbeit kritisierte: Indem Duchrow Israel als Fortsetzung von 500 Jahren imperialer Eroberungskultur einstufe, setze er diesen Staat mit der NS-Diktatur und Israels Palästinenserpolitik mit dem Holocaust gleich. Der ganze siebte Band sei ein „zutiefst israelfeindliches Machwerk“, das den EKD-Positionen im christlich-jüdischen Dialog diametral widerspreche. Martin Stöhr, ein bekannter Vertreter dieses Dialogs, betonte zunächst: Weder delegitimiere Duchrow Israel noch wünsche er dessen Vernichtung. Doch wende er seinen Kritikmaßstab an Israel nicht ähnlich auf „andere Imperien und Mächte“ an.
Im Mai 2018 distanzierte sich die EKD „inhaltlich ausdrücklich“ von Duchrows Thesen, verwies auf ihre Erklärung „Antisemitismus ist Gotteslästerung“ vom Vormonat und eine Broschüre zum Verhältnis von Antizionismus zu Antisemitismus vom Herbst 2017. Warum die EKD Duchrows siebten Band mitfinanziert hatte, blieb unklar. Der EKD-Antisemitismusbeauftragte Christian Staffa kritisierte Duchrows Aussage, Israel sei das „Extrem“ einer 500-jährigen westlichen Eroberungskultur, als Beispiel einer „völlig verzerrten sogenannten befreiungstheologischen Perspektive auf Israel“, das „so zum absurd gesteigerten Sinnbild der Negativität“ werde.
Der Verleger Wilhelm Hopf schrieb an Duchrow: „Eine Vertreibung mit industriellem Massenmord gleichzusetzen [sic!] ist inakzeptabel“. Hopf kündigte an, jenen Band mit Duchrows Aufsatz nicht wieder aufzulegen.
In Interviews wies Duchrow die Kritik zurück: Er spreche Israel sein Existenzrecht nicht ab. Doch Gerechtigkeit sei Vorbedingung für langfristige Sicherheit der Israelis und der „jüdischen Menschen“. Nur die Profiteure von Krieg und Gewalt seien dabei die Verlierer. Er thematisiere die „extreme Macht-Asymmetrie“ zwischen Israelis und Palästinensern, um „die vollkommen einseitige, unkritische Haltung gegenüber dem Staat Israel und seiner Politik“ aufzubrechen. „Nur gemeinsam haben Israelis und Palästinenser eine Zukunft.“ Er wolle nur aufdecken, „wo und wie sich Religion mit Macht verbündet“, und jede an Staats- oder Kapitalmacht angepasste Theologie kritisieren, „die Versöhnung ohne Gerechtigkeit predigt“. Im November 2018 führte die Leitung der Evangelischen Landeskirche in Baden ein Gespräch mit ihm und unterstützte seine Sicht.
Im selben Monat erschien der siebte Band der Reihe „Die Reformation radikalisieren“ in einem anderen Verlag. Im Vorwort zur zweiten und dritten Auflage wiesen Duchrow und Mitherausgeber Hans Ulrich die Kritiken erneut zurück. Der israelische Ökonom Shir Hever, der einen Aufsatz zu jenem siebten Band beigetragen hatte, verteidigte Duchrows Thesen im Februar 2019 als „notwendige Kritik“. Hever warf Lührs vor, er habe sich nur auf das Buch Die Sprache der Judenfeindschaft im 21. Jahrhundert von Monika Schwarz-Friesel und Jehuda Reinharz (2013) gestützt und die internationale Diskussion zum Israel-Palästina-Problem nicht beachtet. Auf Lührs' Antwort darauf antworteten Hever und Duchrow nochmals.
Ab April 2019 erklärte Duchrow in einem Vortrag, die „Schuldgeschichte“ des christlichen Antijudaismus und westlichen Antisemitismus habe zwei katastrophale Folgen gehabt: den Holocaust und „das Schweigen des Westens“ zum Umgang Israels mit dem UN-Teilungsbeschluss von 1947. So habe der Westen, besonders Deutschland, das Leiden der Palästinenser „wesentlich mitverursacht“. Auch diese Schuld, nicht nur die an den Juden, sei zu erinnern und zu bearbeiten. Bei der „Gegengewalt“ der Palästinenser gegen Israels Besatzung handele es sich heute wie bei David gegen Goliath meist um „verzweifelte Steinwürfe von Jugendlichen, Messerstiche und einige Raketen“. Völker, denen das Selbstbestimmungsrecht mit Gewalt genommen werde, hätten ein völkerrechtlich garantiertes Widerstandsrecht. Dabei setzten die meisten Palästinenser heute auf gewaltfreien Widerstand, anders als Israel „seit seiner Gründung“. Der Palästinakrieg arabischer Staaten gegen Israel sei Folge des geheimen Sykes-Picot-Abkommens von 1916 gewesen, mit dem die damaligen Kolonialmächte ihr Versprechen von Unabhängigkeit für die Araber gebrochen hätten. Damit hätten sie den jüdischen „Siedlerkolonialismus“ ermöglicht. Seit dem UN-Teilungsbeschluss hätten israelische Untergrundarmeen „systematisch ethnische Säuberungen“ durchgeführt und diese dank militärischer Überlegenheit auch nach Kriegsausbruch fortgesetzt. Israel habe den „als Präventivkrieg deklarierten“ Sechstagekrieg 1967 zur Besetzung der übrigen Palästinensergebiete benutzt und halte diese bis heute aufrecht, um „schrittweise immer mehr palästinensisches Land zu rauben und […] so zu zerstückeln, dass kein zusammenhängender Palästinenserstaat mehr entstehen kann.“ Israel versuche mit allen Mitteln „so viele Palästinenser wie möglich loszuwerden“, so dass deren Existenz, nicht die Israels, bedroht sei. Duchrow forderte mit Berufung auf den jüdischen Psychologen Mark Braverman einen „Bekenntnisprozess“ der Kirchen gegen einen „Missbrauch der Bibel zur zionistischen Begründung des Siedlerkolonialismus“ und gegen den „christlichen Zionismus“. Die Aussage des Rheinischen Synodalbeschlusses von 1980, Israels Staatsgründung sei „Zeichen der Treue Gottes“, sei ein durch Bibeltexte nicht gestützter „Versuch, die antijudaistische Christentumsgeschichte wiedergutzumachen“. Der christlich-jüdische Dialog habe sich laut dem jüdischen Theologen Marc Ellis in einen „Deal“ auf Kosten der Palästinenser verwandelt: Deutschland und die deutschen Kirchen unterstützten „bedingungslos den Staat Israel“, dafür akzeptiere der Westen Deutschland und die Ökumene die deutschen Kirchen. „Ein wieder unschuldig gewordenes Deutschland und ein wegen der Opferrolle im Holocaust ewig unschuldig bleibendes Israel unterstützen sich gegenseitig in ihrer Macht.“ Dabei werde die Lage der Palästinenser weitgehend ausgeklammert. Es gebe nicht „den“ christlich-jüdischen Dialog, sondern Juden, die wie die Propheten und Jesus nach Gottes Willen fragten und darum andere Juden scharf angriffen, die sich mit herrschenden Mächten verbündeten. Zu letzteren zählt Duchrow das American Israel Public Affairs Committee, die Gruppe Pro-Israel America in den USA und den Zentralrat der Juden in Deutschland; zu ersteren neben Braverman und Ellis die Gruppe J Street, die Progressive Spirituals von Rabbi Michael Lerner, Judith Butler, Naomi Klein, in Deutschland die „Jüdische Stimme für gerechten Frieden in Nahost“, das interreligiöse „Bündnis zur Beendigung der israelischen Besatzung“, Rolf Verleger, Abraham Melzer, Nirit Sommerfeld und Judith Bernstein (Witwe von Reiner Bernstein). Ebenso zählte Duchrow alle kirchlichen Unterstützer der BDS-Kampagne zu den gerechten und positiven, alle kirchlichen Gegner zu den negativen Kräften und warf ihnen vor, „fundierte Kritik an der Politik Israels als Antisemitismus zu diffamieren“. Es sei falsch, das biblische Israel, den Staat Israel und alle Juden gleichzusetzen. Die Bibel sei „kein Grundbuch, aus dem heute die Besitzverhältnisse für Land abgeleitet werden können“. Israels Existenzrecht sei nur im UNO-Beschluss von 1947 begründet und daher nur am Völkerrecht zu messen. Weil nur 40 Prozent aller Juden weltweit in Israel lebten und viele davon die Politik ihrer Regierung ablehnten, sei es „eine bösartige Verkehrung der Wahrheit, Kritik an der Politik Israels als Antisemitismus zu bezeichnen.“ Den prophetischen, befreiungstheologischen Positionen im Judentum gehe es um „die gemeinsame Zukunft von Israelis und Palästinensern“, weil ein auf „pure Gewalt“ gegründetes System nach historischer Erfahrung auf Dauer nicht bestehen könne. Den Vortrag kritisierten unter anderen Gerd Buurmann und Stefan Frank als antisemitische Täter-Opfer-Umkehr und Verharmlosung von Terrorgewalt gegen jüdische wie arabische Israelis.
Im Mai 2019 stufte der Deutsche Bundestag die BDS-Kampagne als antisemitisch ein. Daraufhin unterschrieb Duchrow im Juni 2019 eine „Ökumenische Erklärung“, die den Bundestagsbeschluss als „Diffamierung gewaltfreien Widerstandes gegen Völkerrechts- und Menschenrechtsverletzungen in Palästina/Israel“ zurückwies. Für den Antisemitismusforscher Samuel Salzborn war diese Erklärung „ziemlicher Unsinn: getragen von mangelhaften Kenntnissen des politischen Systems der Bundesrepublik und Israels, von moralinsauren Missdeutungen des Völkerrechts und brachialer Unkenntnis der internationalen Politik“. Die EKD solle BDS wie der Bundestag als antisemitisch einstufen und jede Zusammenarbeit mit BDS verweigern.
Im Juni 2019 sollte Duchrow mit Farid Esack auf Einladung der Rosa-Luxemburg-Stiftung beim DEKT in Dortmund auftreten. Nach Kritik der Ruhrbarone verlangte die DEKT-Leitung kurzfristig, die beiden Referenten auszuladen. Daraufhin sagte die Stiftung das Podium auf dem Kirchentag ganz ab und suchte einen anderen Veranstaltungsort. Der Kirchentagspräsident Hans Leyendecker und die Generalsekretärin Helmke bedauerten die Absage.
Im Oktober 2019 gab die Deutsch-Israelische Gesellschaft (DIG) einen Sammelband heraus, in dem sich Kay Schweigmann-Greve, Bernd Moldenhauer, Widu Wittekindt und Michael Volkmann kritisch mit der Haltung Duchrows und seiner Unterstützer zu Israel auseinandersetzten. Sie forderten einen Klärungsprozess in der EKD mit dem Ziel, „die falsche Darstellung der Geschichte Israels und jegliche Unterstützung von BDS auszuschließen“.
Die Antisemitismusforscher Thomas Haury und Klaus Holz ordnen Duchrows Texte zu Israel / Palästina als Variante des seit den 1960er-Jahren üblichen Antiimperialismus ein, den er mit der klassischen christlichen Substitutionstheologie unterfüttere. Es handele sich um „einen systematisch ausgearbeiteten antijudaistischen und antiimperialistischen Antisemitismus gegen Israel“. Duchrow setzt sich ausführlich mit den Argumenten von Holz/Haury auseinander und kommt im Blick auf die Völkerrechtsverbrechen des Staats Israel zu dem Schluss: „Trotz wissenschaftlicher Rhetorik dient das ganze Buch dem politischen Interesse, grundlegende Kritik an Israel und seiner Politik abzuwehren.“ Laut dem Lutherforscher Axel Töllner ähnelt Duchrows Unterscheidung prophetischer (biblischer) von „imperialen“ Juden Luthers Gegenüberstellung von „Moses Juden“ der Bibel zu „Kaiser-Juden“ seiner Zeit. Duchrows Bibelverweise sollten seine Deutung der Entstehung und Politik Israels gegen Kritik immunisieren und den christlich-jüdischen Dialog als „Konsequenz eines Schoah-bedingten Schuldkomplexes und ‚jüdischer‘ Manipulation“ delegitimieren. Duchrow leite „aus der Schoah den moralischen Imperativ ab, sich für Menschen- und Völkerrecht zugunsten der Palästinenser zu engagieren und zugleich Fundamentalkritik an Entstehung und Politik des Staates Israel zu üben.“ Dies führe bei ihm jedoch gerade nicht zur selbstkritischen Überwindung der antijüdischen Tradition, sondern zu deren aktualisierter Fortsetzung. Anders der jüdische Erziehungswissenschaftler Micha Brumlik. Er schreibt 2021, er nehme „eine einmal geäußerte Behauptung, Ulrich Duchrow sei ein Antisemit, ausdrücklich zurück“.

## Publikationen (Auswahl)
- Sprachverständnis und biblisches Hören bei Augustin. Hermeneutische Untersuchungen zur Theologie, Bd. 5, Mohr-Siebeck-Verlag, Tübingen 1965, DNB 451007794.
- Konflikt um die Ökumene. Christusbekenntnis – in welcher Gestalt der ökumenischen Bewegung? Kaiser Verlag, München 1980 (2 Auflagen in Deutsch und Englisch)
- Christenheit und Weltverantwortung. Traditionsgeschichte und systematische Struktur der Zweireichelehre. 2. Auflage. Klett-Cotta, Stuttgart 1983, ISBN 3-608-93041-8.
- Weltwirtschaft heute. Ein Feld für Bekennende Kirche? Christian-Kaiser-Verlag, München 1986, ISBN 3-459-01649-3.
- (Hrsg. mit Gert Eisenbürger und Jochen Hippler): Totaler Krieg gegen die Armen. Geheime Strategiepapiere der amerikanischen Militärs. 2. Auflage. Christian-Kaiser-Verlag, München 1991, ISBN 3-459-01817-8.
- Alternativen zur kapitalistischen Weltwirtschaft. Biblische Erinnerung und politische Ansätze zur Überwindung einer lebensbedrohenden Ökonomie. 2. Auflage. Gütersloher Verlags-Haus, Gütersloh 1997, ISBN 3-579-02282-2.
- (mit Franz Josef Hinkelammert): Leben ist mehr als Kapital. Alternativen zur globalen Diktatur des Eigentums. Publik-Forum, Oberursel 2002, ISBN 3-88095-117-9.
- Ein Briefwechsel zwischen Arm und Reich und seine Folgen. In: Carl Amery (Hrsg.): Briefe an den Reichtum. Luchterhand-Literaturverlag, München 2005, ISBN 3-630-87186-0.
- (mit Reinhold Bianchi, René Krüger und Vincenzo Petracca): Solidarisch Mensch werden. Psychische und soziale Destruktion im Neoliberalismus – Wege zu ihrer Überwindung. VSA, Hamburg 2006, ISBN 3-89965-167-7.
- (Hrsg. mit Franz Segbers): Frieden mit dem Kapital? Wider die Anpassung der evangelischen Kirche an die Macht der Wirtschaft. Publik-Forum, Oberursel 2008, ISBN 978-3-88095-179-2.
- Gieriges Geld. Auswege aus der Kapitalismusfalle – Befreiungstheologische Perspektiven. Kösel, München 2013, ISBN 978-3-466-37069-6 .
- Mit Luther, Marx & Papst den Kapitalismus überwinden. Eine Flugschrift. Hamburg, VSA 2017, ISBN 978-3-89965-753-1.
- (Hrsg. mit Carsten Jochum-Bortfeld): Befreiung zur Gerechtigkeit/Liberation toward Justice. (= Die Reformation radikalisieren/Radicalizing reformation, Bd. 1) LIT, Münster 2015.
- (Hrsg. mit Hans G. Ulrich): Befreiung vom Mammon/Liberation from Mammon. (= Die Reformation radikalisieren/Radicalizing reformation, Bd. 2) LIT, Münster 2015.
- (Hrsg. mit Martin Hoffmann): Politik und Ökonomie der Befreiung/Politics and Economics of Liberation. (= Die Reformation radikalisieren/Radicalizing reformation, Bd. 3) LIT, Münster 2015.
- (Hrsg. mit Craig Nessan): Befreiung von Gewalt zum Leben in Frieden/Liberation from Violence for Life in Peace. (= Die Reformation radikalisieren/Radicalizing reformation, Bd. 4) LIT, Münster 2015.
- (Hrsg. mit Karen Bloomquist): Kirche befreit zu Widerstand und Transformation. Church Liberated for Resistance and Transformation. (= Die Reformation radikalisieren/Radicalizing reformation, Bd. 5) LIT, Münster 2015.
- (Hrsg. mit Hans G. Ulrich): Religionen für Gerechtigkeit in Palästina–Israel. Jenseits von Luthers Feindbildern. (= Die Reformation radikalisieren/Radicalizing reformation, Bd. 7) Dritte, aktualisierte Auflage, Verlag Stiftung Hirschler, Otterstadt/Speyer 2020, ISBN 978-3-9818916-2-1.
- Gerechtigkeit, Frieden, (Über)Leben. Erfahrungen, Kämpfe und Visionen in der weltweiten Ökumene. VSA-Verlag, Hamburg 2025, ISBN 978-3-96488-240-0.